# 조반니 피에를루이지 다 팔레스트리나

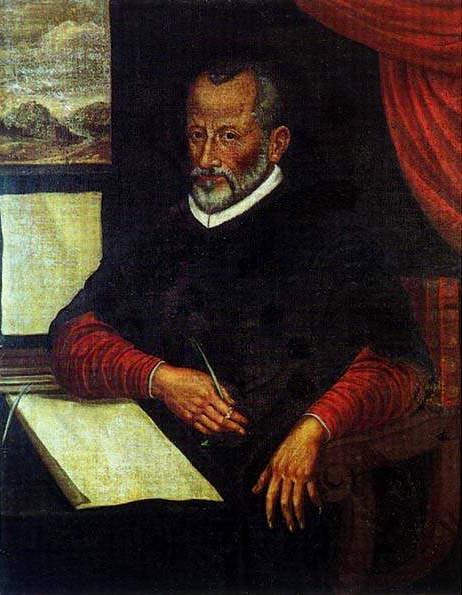
팔레스트리나

조반니 피에를루이지 다 팔레스트리나(Giovanni Pierluigi da Palestrina, 1525?-1594)는 이탈리아의 작곡가이다. 성은 피에를루이지라고 하지만 보통 출신지인 로마 근교의 마을의 이름을 따서 팔레스트리나라고 부른다.
소년 시절 고향 마을의 산타가피터 대성당의 소년 성가대에 들어가, 1537년에 로마의 산타 마리아 마조레 대성전의 성가대에 참가하여 기초 훈련을 받았다. 변성기(變聲期)에 다시 산타가피터로 돌아와서 오르간 주자 겸 노래 교사가 되었다. 1551년, 교황청의 줄리아 예배당의 악장에 임명되었고, 곧 교황의 예배당 가수가 되었다. 그러나 교황이 바뀌어 바오로 4세가 되자 아내가 있는 팔레스트리나는 해고되었다(1555). 그리하여 그는 산 조반니 인 라테라노 대성전 및 산타 마리아 마조레 대성전 등에 근무했으나 1571년에는 다시 줄리아 예배당의 악장으로 초청되어 세상을 떠나는 해까지 이 지위에 머물러 있었다. 1580년에 부인과 사별했고 한때 신부가 되었으나 곧 돈많은 미망인과 재혼하였고, 재정적 원조를 얻어 작품출판도 많이 하였다. 1586년 교황의 전속작곡가 칭호를 받은 팔레스트리나는 대음악가로 존경받다가 별세하였으며, 산 피에트로 대성당에 안장되었다.
팔레스트리나는 약 105곡의 미사곡을 비롯하여 많은 모테토, 찬가 등의 종교 음악 외에 마드리갈 등의 세속곡도 남겼다. 그의 작품은 거의 무반주의 성악곡이며 4-5성의 작품이 압도적으로 많다. 그는 플랑드르 악파의 다성수법을 충분히 몸에 익히고 있으면서도 서정적인 표정을 잃지 않았고, 호모리즘풍의 양식도 채택하여 긴밀한 구성으로 맑고 깨끗한 음악을 만들었다. 그 종교음악은 트리엔트 공의회(1545-1564)에 의하여 지향된 반종교개혁의 정신에 따른 것으로 높이 평가되어 오늘날에 와서도 가톨릭 교회 음악의 한 규범으로 하고 있다.

## 음악
팔레스트리나는 105개의 미사, 68개의 봉헌, 최소 140개의 마드리갈, 300개 이상의 모테트를 포함하여 수백 개의 작품을 남겼다. 또한, 적어도 72개의 찬송가, 35개의 마니피캇, 11개의 리타니, 그리고 4-5세트의 애가가 있다. 

팔레스트리나의 미사곡은 그의 작곡 스타일이 시간이 지남에 따라 어떻게 발전했는지 보여준다.  그의 Missa sine nomine는 B단조 미사곡을 쓰면서 그것을 연구하고 연주했던 요한 세바스티안 바흐에게 특히 매력적이었던 것 같다.  팔레스트리나의 미사 대부분은 1554년에서 1601년 사이에 인쇄된 13권으로 이루어졌으며, 마지막 7권은 그의 사후에 출판되었다. 